# Férfi 10 000 méteres gyorskorcsolya az 1924. évi téli olimpiai játékokon
Az 1924. évi téli olimpiai játékokon a gyorskorcsolya férfi 10 000 méteres versenyszámát január 27-én rendezték a Jég stadionban. Az aranyérmet a finn Julius Skutnabb nyerte meg. Magyar versenyző nem vett részt a versenyszámban.

## Rekord
A versenyt megelőzően a következő rekord volt érvényben:
| Világrekord | Oscar Mathisen (NOR) | 17:22,6 | Kristiania (Oslo), Norvégia | 1913. február 1. |

## Végeredmény
Mindegyik versenyző egy futamot teljesített, az időeredmények határozták meg a végső sorrendet. Az időeredmények másodpercben értendők.
| Helyezés | Versenyző        | Nemzet                 | Időeredmény   |
| -------- | ---------------- | ---------------------- | ------------- |
| Arany    | Julius Skutnabb  | Finnország (FIN)       | 18:04,8       |
| Ezüst    | Clas Thunberg    | Finnország (FIN)       | 18:07,8       |
| Bronz    | Roald Larsen     | Norvégia (NOR)         | 18:12,2       |
| 4.       | Frithjof Paulsen | Norvégia (NOR)         | 18:13,0       |
| 5.       | Harald Strøm     | Norvégia (NOR)         | 18:18,6       |
| 6.       | Sigurd Moen      | Norvégia (NOR)         | 18:19,0       |
| 7.       | Léon Quaglia     | Franciaország (FRA)    | 18:25,0       |
| 8.       | Valentine Bialas | Egyesült Államok (USA) | 18:34,0       |
| 9.       | Richard Donovan  | Egyesült Államok (USA) | 18:57,0       |
| 10.      | Asser Wallenius  | Finnország (FIN)       | 19:03,8       |
| 11.      | Alberts Rumba    | Lettország (LAT)       | 19:14,6       |
| 12.      | Joe Moore        | Egyesült Államok (USA) | 19:36,2       |
| 13.      | Harry Kaskey     | Egyesült Államok (USA) | 19:45,2       |
| 14.      | Leon Jucewicz    | Lengyelország (POL)    | 20:40,8       |
| 15.      | André Gegout     | Franciaország (FRA)    | 21:03,4       |
| –        | Georges de Wilde | Franciaország (FRA)    | nem ért célba |